# Entoloma broesarpensis
Entoloma broesarpensis är en svampart som tillhör divisionen basidiesvampar, och som beskrevs av Erhard Ludwig och Machiel Evert ("Chiel") Noordeloos. Entoloma broesarpensis ingår i släktet Entoloma, och familjen Entolomataceae. Arten är reproducerande i Sverige.